# Sabayon Linux
A Sabayon egy Linux-disztribúció, amely a népszerű Gentoo Linuxra épült. Olaszországban fejlesztik. Az első verzióját 2005. november 24-én adták ki. 5 asztali felülettel érhető el: GNOME, KDE, MATE, Xfce és Fluxbox. Utóbbi inkább a haladóknak, hackereknek javasolt, az első néggyel a kezdők is jól elboldogulnak, amit nem muszáj feltelepíteniük, ugyanis itt is létezik a Live média. Ezeken kívül létezik szerverváltozat is.
Több grafikus környezet közül lehet választani: régebbi és/vagy gyengébb gépeknél az Xfce és a MATE javasolt. Újabb, jobb gépeken a KDE is jól fut.